# Komödie des Herzens
Komödie des Herzens ist ein deutscher Stummfilm aus dem Jahre 1924. Der Film entstand nach der Kurzgeschichte Maskenball des Herzens von Sophie Hoechstetter.

## Handlung
Gerda Werska ist eine berühmte Tänzerin. Seit Jahren ist sie mit Baron Vinzens liiert. Doch das Verhältnis ist belastet, denn Gerda weiß, dass Baron Vinzens sie niemals heiraten wird, da ihre Beziehung nicht standesgemäß für den Baron ist. Sie beschließt, das Verhältnis zu beenden und kann Vinzens davon überzeugen, auf Schloss Ingersholm um die Hand der Tochter von Graf Inger anzuhalten. Baron Vinzens lässt sich von Gerda überzeugen und fährt nach Ingersholm, wo er die Tochter Inge erstmals trifft. Doch Inge hat noch eine jüngere Schwester. Vinzens verliebt sich auch in Daisy. Als Gerda mit ihrem Tanzensemble auf Tournee geht, kommt sie auch auf Schloss Ingersholm. Vinzens feiert Verlobung mit Inge, doch das Erscheinen von Gerda zeigt ihm, dass er immer noch sehr eng an Gerda Werska gebunden ist. Gerda kann Vinzens jedoch von der Richtigkeit der Ehe mit Inge überzeugen und kann sich nun voll und ganz auf ihre Tanzkarriere konzentrieren.

## Hintergrund
Der Film wurde von Mai bis August 1924 im Filmstudio Babelsberg gedreht. Außenaufnahmen fanden auf dem Freigelände in Babelsberg statt, sowie auf Juist, an der Ostsee und auf einem Schloss in Sachsen statt. Für die Bauten waren Robert Herlth und Walter Röhrig zuständig. Die Uraufführung des Films fand am 30. September 1924 im Tauentzien-Palast in Berlin statt.

## Kritik
Wiens Neue Freie Presse schrieb 1925: „Das Spiel ist brillant. Lil Dagover vermehrt mit der Gestalt dieser Tänzerin die Reihe der von ihr kreierten Rollen um eine ganz besonders einprägsame Schöpfung. In Nigel Barrie, ihrem Partner, lernt man einen sehr sympathischen, hübschen Liebhaber kennen. (...) Die Regie benimmt sich klug und geschmackvoll bis in jede Kleinigkeit. (...) Kurz: ein famoser, reizender Film, der einen froh und heiter stimmt, ohne daß man sich dessen nachher schämen müßte.“